# Saga Nilsson
Saga Nilsson, född 19 oktober 2001, är en svensk volleybollspelare (vänsterspiker). Hon spelar för Gislaveds VBK och Sveriges damlandslag.
Nilssons moderklubb är Falkenbergs VBK. Hon studerade NIU vid Falkenbergs gymnasium. Efter avslutade studier började hon spela med Värnamo Volley. Hon gick över till Gislaveds VBK 2023. 